# Anthrax
Anthrax (с англ. — «сибирская язва») — американская метал-группа, исполняющая трэш-метал, спид-метал и грув-метал (в позднем творчестве). Основана в 1981 году в Нью-Йорке. Anthrax вместе с такими группами, как Slayer, Metallica и Megadeth, входит в «Большую четвёрку трэш-метала».
Четыре студийных альбома группы (Among The Living, State of Euphoria, Persistence of Time, Sound of White Noise) и сборник Attack of The Killer B’s стали «золотыми» в США. Альбомы Anthrax разошлись тиражом более 20 миллионов копий по всему миру. Группа шесть раз была номинирована на премию «Грэмми»: пять раз в категории «Лучшее метал-исполнение» и один раз в категории «Лучшее хард-рок/метал-исполнение».

## История
В первый состав группы входили: Кенни Кашер (бас-гитара), Дейв Вейс (ударные), Дэнни Лилкер (гитара), Скотт Иэн (гитара). Сначала вокалистом был Ян, но в 1982 году после нескольких проб эту должность занял Нил Тёрбин. Кашера к тому времени сменил Лилкер, переключившись с гитары на бас гитару (на гитару встал соответственно Дэн Спитц), а Вейса — Чарли Бенанте. После пары демо коллектив обрел контракт с «Megaforce Records» и в 1983 году под руководством Джонни Зазулы выпустил первый альбом Fistful of Metal.
Альбом попал в музыкальные обзоры и стабильно продавался. Лилкер вскоре ушёл в группу «Nuclear Assault», освободив место для Фрэнка Белло, племянника Чарли Бенанте. Следом был уволен Турбин — его сначала заменил недолго продержавшийся в составе Мэтт Фаллон, а затем должность фронтмена занял Джоуи Беладонна.
Записанный в обновлённом составе в 1985 году, мини-альбом Armed and Dangerous позволил Anthrax заключить новый контракт со звукозаписывающей компанией Island Records. Диск Spreading the Disease по достоинству был оценен слушателями, а турне в компании с Metallica принесло коллективу известность в Европе. С выходом альбома Among the Living, спродюсированного Эдди Крамером, Anthrax стали одной из самых популярных спид-метал-групп.
Считается, что следующий альбом State of Euphoria оказался не слишком удачным (хотя он занял 30-е место в американских хит-парадах и получил статус «золотого»), но положение было исправлено с выходом Persistence of Time. Продажи диска составили более 600 000 копий, а кавер-версия композиции Джо Джексона «Got The Time» стала хитом. Вышедший в 1991 году сборник Attack of the Killer B’s явился одним из наиболее популярных релизов Anthrax.
Вскоре после того, как группа подписала новый контракт с Elektra Records, из состава неожиданно ушёл Белладонна. Замена ему нашлась в лице бывшего фронтмена Armored Saint Джона Буша. Sound of White Noise заметно отличался от предыдущих работ, и недовольный сменой направления команду покинул Дэн Спиц. Он ушёл буквально перед началом сессий очередного альбома, Stomp 442, и его гитарные партии были сыграны техником Полом Круком, Даймбэгом Даррелом из Pantera (он позже стал частым «гостем» Anthrax) и барабанщиком группы Чарли Бенанте.
В 2002 году Anthrax подписали контракт с лейблом Sanctuary Records, на котором в 2003 году вышел альбом, получивший название We’ve Come for You All. В начале 2004 года Anthrax вернулись в студию, чтобы записать The Greater of Two Evils — альбом, представивший публике обновлённые версии ранних песен группы. Затем, в 2005—2006 годах состоялся реюнион-тур (Буш был исключен, Белладона и Шпиц вернулись), однако по окончании его Шпиц и Белладона решили не продолжать свою деятельность в группе. На замену Джои был взят Ден Нельсон, а место гитариста занял Роб Каджано, игравший на We’ve Come for You All. Планировалось, что новый альбом группы под названием Worship Music выйдет в 2009 году, однако в связи с тем, что группу неожиданно покинул Дэн Нельсон, релиз был отложен на неопределенный срок.
10 мая 2010 года на сайте Blabbermouth было официально объявлено о воссоединении Джои Беладонны с группой.
Многие альбомы Anthrax также могут похвастаться присутствием именитых гостей-музыкантов. Так при участии Даймбэга Дэррелла были записаны композиции «King Size» и «Riding Shotgun» из альбома Stomp 442; «Inside Out» и «Born Again Idiot» с Volume 8: The Threat Is Real; а также «Strap It on» и «Cadillac Rock Box» с We’ve Come for You All. Вокалист The Who Роджер Долтри (Roger Daltrey) засветился на диске We’ve Come for You All, спев партию бэк-вокала для трека «Talking the Music Back». Ещё один участник Pantera, Фил Ансельмо (Phil Anselmo), также успел отметиться в альбоме Anthrax Volume 8: The Threat Is Real, в композиции «Killing Box». Anthrax известны также своими многочисленными появлениями в разного рода телепостановках («Женаты… с детьми» — «Married… with Children», «WWE Raw», «NewsRadio», «Cheers» и «Ask Dr. Ruth») и кинофильмах («Run Ronnie Run» в роли вымышленной группы Titannica и «Calendar Girls»). Песни группы были использованы в видеоиграх Grand Theft Auto: Vice City (трек «Madhouse»), Guitar Hero II и Guitar Hero Encore: Rocks the 80s (композиция «Caught in a Mosh»), а гитарист Anthrax Скотт Ян засветился во многих шоу на телеканале VH1 («Super Group», «I Love the 80s», «I Love the 90s» и др.).
«Большая четвёрка трэш-метала» известна тем, что никогда не выступала одновременно на одной сцене. Их первое совместное появление произошло 16 июня 2010 года в столице Польши Варшаве, фестивале Sonisphere. Концерт открыли Anthrax, затем выступили Megadeth и Slayer, а хед-лайнерами были Metallica. На концерте в Софии 22 июня во время финального выступления группы Metallica после выхода на бис, на сцене оказались Anthrax, Megadeth и Metallica, от Slayer на сцену вышел только барабанщик Дейв Ломбардо (Dave Lombardo), они исполнили классическую легендарную песню группы Diamond Head «Am I Evil?».
Новый альбом Worship Music, некогда запланированный как первая работа с новым вокалистом Дэном Нельсоном, но впоследствии оказавшийся первой работой с вернувшимся вокалистом классической золотой эпохи группы, появился в продаже 12 сентября в Европе и 13 в США. Первый сингл с нового релиза Fight’Em ’Till You Can’T был исполнен вживую на совместных концертах «Большой Четвёрки» летом 2011 года, несмотря на то, что представлен публике был ещё с Нельсоном в 2005. Следующей композицией из долгожданного альбома, оказавшейся в свободном доступе в Сети стала композиция «The Devil You Know». Первое живое исполнение состоялось на американском шоу «Late Night With Jimmy».
В начале 2013 года группу покинул гитарист Роб Каджано по причине занятости на работе студийного продюсера. Его место занял Джонатан Донаис из группы Shadows Fall. Группа выпустила концертный DVD «Chile on Hell» в 2014 году.

После короткого тура с Lamb of God в США группа выпустила одиннадцатый альбом For All Kings 26 февраля 2016 года. Альбом дебютировал на 9 позиции чарта Billboard 200. В марте Anthrax открывала концерты Iron Maiden в Латинской Америке. Лето группа провела на фестивалях в Европе, после чего осенью играла в США и Канаде со Slayer и Death Angel. Последующие два года группа продолжала концертную деятельность — с Killswitch Engage в 2017 и 2018 гг и, наряду с другими группами, в поддержку Slayer в их прощальном туре с мая по декабрь 2018 года. В мае 2018 года Скотт Иэн в интервью ответил на вопрос о следующем альбоме: 
«Очень, очень, очень предварительные этапы. Есть парочка по-настоящему отличных риффов. Чарли прислал несколько действительно отличных идей. Но мы на самом деле пока не начали работать над чем-то. Мы просто слишком заняты гастролями.» 
Басист Фрэнк Белло также сказал, что группа должна была начать работать в студии в середине 2018 года, но поскольку они приняли предложение открывать Slayer в их прощальном туре в декабре, они, как ожидается, не начнут писать новый альбом до 2019 года. В октябре 2018 года среди первой партии групп, участвующих в первом в истории круизе Megadeth под названием Megacruise, Anthrax выступят вместе с Testament, Corrosion of Conformity, Armored Saint, DevilDriver, John 5, Doro и Metal Church. В марте 2019 года было объявлено, что Anthrax присоединится к Slayer в последний день их (Slayer) прощального тура в Форуме в Лос-Анджелесе в канун Нового года вместе с Testament, Exodus, Sacred Reich и Iron Reagan.
В интервью Full Metal Jackie в ноябре 2020 года Иэн заявил, что Anthrax «определенно будут готовы записать альбом в следующем году», но добавил, что дата его выпуска может быть перенесена на 2022 год: «Думаю, я не хочу выпускать пластинку, пока я могу давать концерты». Позже он заявил, что «в какой-то момент должен выйти [новый альбом Anthrax]» в 2023 году. Хотя в 2021 году группе исполнилось 40 лет, запланированный глобальный юбилейный тур был отложен из-за осложнений, связанных с поездками из-за пандемии COVID-19; вместо этого 16 июля того же года группа дала концерт в прямом эфире. Тур был отложен до 2022 года; североамериканский этап тура начался 16 июля с Black Label Society и Hatebreed в качестве поддержки. Европейский этап тура начался 27 сентября с Municipal Waste, а затем вновь последовал тур по Северной Америке в январе и феврале 2023 года с Black Label Society и Exodus. Группа также выпустила концертный альбом под названием XL 15 июля 2022 года.
28 марта 2024 года было объявлено, что один из основателей группы, басист Дэн Лилкер, выступит с группой в качестве басиста в их туре весной 2024 года впервые за 40 лет в истории группы, временно подменяя Фрэнка Белло, который не сможет выступить по «личным причинам».
Группа выступила со-хедлайнером европейского тура с Kreator в ноябре-декабре 2024 года, с Testament в качестве группы разогрева.

## Стиль и влияние
Anthrax — одна из ключевых групп, которая сыграла важную роль в становлении спид-метала и трэш-метала. На своих первых альбомах они продемонстрировали характерный для трэш-метала звук, отличаясь юмором и отсылками к комиксам в текстах, что выделяло их среди других исполнителей. Согласно Rolling Stone, Anthrax была одной из немногих хэви-метал коллективов среди удостоенных положительных отзывов критиков, которые переосмыслили жанр в 1980-х. Игровой стиль гитаристов Скотта Иэна и Дэна Спитца характеризовался «агрессивными и мощными» рифами, создающими насыщенный звук. Как отмечал автор Томас Харисон, влияние панка способствовало ускоренному темпу их музыки. В 1989 году Брэд Толински из Guitar World сравнил Anthrax с Beatles, только в спид-метале. Альбом 1993 года Sound of White Noise, в котором пел Джон Буш, включал элементы гранжа и альтернативного метала. Критики утверждают, что записи периода с Бушем на вокале обладают звучанием, характерным для альтернативного метала, гранжа и грув-метала. Альбом Worship Music вернул группу к трэш-металу и ознаменовал возвращение Джоуи Белладонны. Anthrax почерпнули вдохновение из разных музыкальных направлений, включая хард-рок и панк, и оказали влияние на множество последующих коллективов.

## Дискография
За свою историю группа выпустила одиннадцать студийных альбомов, шесть концертных альбомов, семь сборников, четыре мини-альбома и двадцать шесть синглов. Видеография насчитывает шесть видеоальбомов и двадцать шесть видеоклипов.

### Студийные альбомы
- 1984 — Fistful of Metal
- 1985 — Spreading the Disease
- 1987 — Among the Living
- 1988 — State of Euphoria
- 1990 — Persistence of Time
- 1993 — Sound of White Noise
- 1995 — Stomp 442
- 1998 — Volume 8: The Threat Is Real
- 2003 — We’ve Come for You All
- 2011 — Worship Music
- 2016 — For All Kings

## Состав

### Текущий состав
- Скотт Иэн — ритм-гитара, бэк-вокал (1981—наши дни)
- Чарли Бенанте — ударные (1983—наши дни)
- Джоуи Беладонна — вокал (1984—1992, 2005—2007, 2010—наши дни)
- Фрэнк Бэлло — бас-гитара, бэк-вокал (1984—2004, 2005—наши дни)
- Джонатан Донаис — ритм- и соло-гитара (2013—наши дни)

### Бывшие участники
- Джон Коннели — вокал (1981)
- Джейсон Розенфелд — вокал (1981—1982)
- Дэнни Лилкер — бас-гитара, бэк-вокал (1981—1984), ритм-гитара (1981)
- Дэйв Уэсс — ударные (1981)
- Келли Кушнер — бас-гитара (1981)
- Пол Кан — бас-гитара (1981)
- Грег Уоллс — соло-гитара (1981—1983)
- Грег ДеАнджело — ударные (1981—1983)
- Томми Вайс — вокал (1982)
- Нил Тёрбин — вокал (1982—1984)
- Боб Берри — соло-гитара (1983)
- Дэн Спитц — соло-гитара (1983—1995, 2005—2007)
- Мэтт Фэллон — вокал (1984)
- Джон Буш — вокал (1992—2005, 2009—2010)
- Роб Каджано — соло-гитара (2001—2005, 2007—2013)
- Джоуи Вера — бас-гитара, бэк-вокал (2004—2005)
- Дэн Нельсон — вокал (2007—2009)

Список участников группы Anthrax (англ.)